# Moa (Cuba)

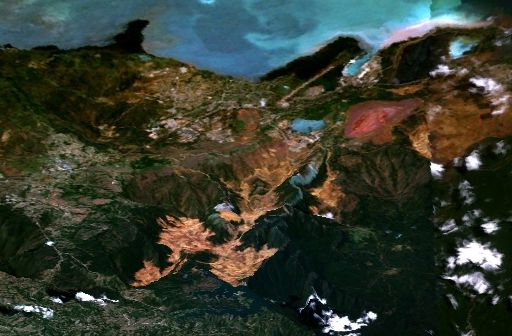
Foto satélital del territorio de Moa vista desde el Norte. De izquierda a derecha la presa de Colas (Rojo intenso), Río Moa, Minas de Níquel, aeropuerto y la ciudad (muy poco visible)

El Municipio Moa se encuentra situado en el extremo este de la provincia de Holguín, en Cuba. Es esencialmente montañoso con una estrecha franja semillana en la costa Atlántica, su límite norte, donde se asientan los principales conglomerados poblacionales. Su geografía se extiende en todo el macizo montañoso Sagua-Baracoa que forma parte del parque nacional Alejandro de Humboldt, rico en fauna y flora con numerosas especies autóctonas.
Es la capital cubana de la minería e industria del níquel siendo el puntal económico más estable e importante del país. 
En sus bellos paisajes, cuya altura mayor es el pico El Toldo con 1117 metros de altura, están enclavados 4 asentamientos poblacionales rurales, los cuales tienen como actividad económica fundamental el cultivo del café, la silvicultura y la minería; en el municipio se encuentran los principales yacimientos de minerales lateríticos con altos contenidos de hierro, níquel, cobalto y otros minerales, en la que se ha desarrollado una poderosa industria niquelífera con un volumen productivo anual de más de 65 000 toneladas. La cabecera municipal es la ciudad de Moa clasificando en la categoría de ciudad de segundo orden conforme a la Oficina Nacional de Estadísticas e Información (ONEI).
Es un municipio peculiar por ser muy joven y haber recibido influencia cultural de personas de toda la isla y de extranjeros. Se mantienen costumbres lugareñas.

## Nombre
La palabra Moa tiene numerosos significados: ss un ave prehistórica, muela de molino. Existen otros sitios del mundo con este nombre, sin embargo se conoce que ya los aborígenes cubanos la llamaban así. Se cree que en la lengua arahuaca significa "Lugar de las aguas". Otros creen que significa "lugar desolado" o "sitio de los muertos". Colón, en su diario, hizo mención de esta región, a juzgar por su descripción en el libro de navegación.

## Demografía
No se han reportado muestras de que este territorio fuera habitado en le época precolombina. La región de Cañete no se encuentra en esta consideración porque es relativamente reciente su inclusión dentro de los límites territoriales de Moa y hay evidencias de pobladores nativos precolombinos.
Según datos del Anuario Nacional de Estadísticas de Cuba, Moa es la cuarta población más joven de Cuba y se ha ubicado en el segundo municipio de Cuba con mayor índice de personas profesionales después del municipio plaza de la Revolución en la capital del país. Esto tuvo su origen en la explosión demográfica que se experimentó en esa región durante la construcción de las nuevas fábricas de níquel y cobalto para cuyo proyecto se demandó altas cifras de personal calificado y de constructores (muchos albergados temporales). Más adelante, durante la etapa del Período especial se desmovilizó una cifra importante del personal constructor, permaneciendo como residentes permanentes una cifra importante de graduados universitarios (mayoritariamente jóvenes) destinados a la puesta en marcha y explotación de la industria y su infraestructura de servicio.
La población a finales de 2020 era de 73 012 habitantes, que lo sitúa en el cuarto lugar dentro de la provincia, con una densidad poblacional de 98,1 habitantes por kilómetro cuadrado, el sexto lugar a nivel provincial en este indicador. El grado de urbanización es el 83,6 por ciento, el tercero después de Holguín y Antilla. Por sexo el índice de masculinidad es de 988 por mil hembras. Tiene una tasa de crecimiento anual de -0,1 por mil habitantes.

## Economía local
Sus dos fábricas de níquel son la principal riqueza económica con un importante aporte al PIB de Cuba  siendo uno de los primeros productores del mundo. Sus fábricas: Ernesto Che Guevara (Cubaníquel) y Pedro Sotto Alba lideran la producción metalúrgica. Existe además la explotación forestal, considerada de las más antiguas del territorio. Sus riquezas minerales (ceolita, tierras raras, hierro), el alto endemismo de la zona y su capital humano constituyen sus principales reservas económicas.

## Suelos
Está caracterizado por laterita color roja por la abundancia del níquel en la zona. El clima es tropical, es de tener en cuenta que llueve todo el año.

## Agua
Existe un mito en Moa respecto a su agua: se dice que es la única capaz de quitar las manchas producidas por la tierra roja de este municipio. Se ha comprobado que el agua es muy blanda, carente de sales, con mayor capacidad de disolver minerales, a diferencia de las aguas más duras de otros territorios.

## Salud y Educación
El municipio dispone de  1 Hospital General , 2 Policlínicos, 2 Salas de Rehabilitación, 1 Hogar Materno, 82 consultorios del médico de la familia, para asistencia social existe 1 Casa del Abuelos. La dotación normal de camas en unidades en servicios alcanza las 379 de asistencia médica. 
En el curso 2013/2014 la matrícula en los diferentes niveles de enseñanza asciende a 12 350 alumnos en los 53 centros educacionales de la enseñanza Preescolar, Primaria y Media y 3 187 en el nivel universitario. En este sentido se destaca la existencia de la única universidad de Latinoamérica especializada en metalurgia la Universidad de Moa

## Clima e Hidrografía
Las condiciones climáticas se caracterizan por un elevado nivel de precipitaciones durante el año.
La red hidrográfica es abundante, sobre todo al este, con ríos de mediano caudal como el Potosí, Jiguaní, Quesigua y Cayo Guam, que corren entre las montañas de abundante vegetación, lo que hace que sus aguas sean siempre de una temperatura agradable para los bañistas y campistas. Algunos tienen bellísimas cascadas en su recorrido al mar. Las costas alcanzan una longitud de 50,1 kilómetros, cuenta con sólo un área de playa en Cayo Moa. En toda la costa sólo existen pequeños espacios con posibilidades de usarse para el disfrute de la población.
El municipio cuenta con la bahía de Moa donde se desarrolla la actividad portuaria de gran importancia económica en la importación y exportación de mercancías tanto para la industria como para el resto de la economía. Esta instalación portuaria ampliada en  su objeto social podría aportar  a la economía holguinera y del país sustanciales ahorros de combustible y otros recursos, ya que se utilizaría, además del sistema de la Industria del Nique para la importación de mercancías para toda la parte norte de esta región. También tiene enclavado en su litoral un puerto pesquero con un alto potencial por explotar.
La presa Nuevo Mundo, nombre con el que se conoce la presa de Moa es una de las más importantes de la provincia y quizás única de su tipo por haberse construido entre montañas y a gran altitud.

## Vegetación
Constituida por bosques húmedos, pinares y carrascales, la vegetación de Moa, ubica su zona más exuberante hacia la franja montañosa. Entre las especies de los bosques húmedos se destacan: ocuje, copey, júcaro amarillo, yagruma, palma maracaná y pujúa. Asimismo, el 85 por ciento de las tierras, unas 60 000 hectáreas, son ocupadas por bosques en su mayoría naturales, donde crecen pinos y carrascales. Mientras, las restantes 20 000 hectáreas han sido reforestadas y sembradas con coníferas y latófilas como: caoba, cedro, majagua, ocuje, eucalipto y otras.
Los pinares de Moa son los de mayor endemismo en Cuba (70 %), están formados principalmente por el Pino de Mayarí o de Moa (pinus cubensis), la dracaena cubensis, la palma miraguano, jazmín de sabana y otras.
En Moa se distinguen dos tipos de charrascales: los que se encuentran cerca de las costas y los charrascales de las alturas. Los primeros alcanzan una altura de cuatro a seis metros -con palmas- y tienen un 85 % de endemismo.
Los charrascales de altura son arbustos de 2 metros de altura, se pueden encontrar pinos de baja altura y de ramas extendidas, propio de estas alturas, con un 70 % de endemismo.
Por estas características específicas, la región presenta un alto índice de endemismo que abarca cerca de 200 especies, muchas de ellas exclusivas. La zona del parque nacional Alejandro de Humbolt se destaca en cuanto a la naturaleza endémica.
La vegetación presente en el área es variada, encontrando formaciones vegetales tales como: pinares, bosque en galería, arbustivo xeromorfo subespinoso (charrascal) y vegetación secundaria.
En estos suelos se desarrolla el pino cubensis (pino de Moa) y plantas latifolias, muchas de ellas endémicas de esta región, formando bosques típicos sobre las laderas, las cuales alternan de pinares a bosques latifolios a una mezcla de ambos y de nuevo a pinares en forma cíclica, (Samek 1974).
En la parte Norte (zona costera) es predominante el mangle rojo, en ocasiones mangle prieto, patabán y llana. En costas bajas cambia a saladares y prados de saladares.
En las zonas con suelo desnudo encontramos especies tales como:
•	Rynchospora tenuifolia griseb. 
•	Rynchosfora sp. 
•	Rynchospora Cernua. 
Estos alcanzan una altura media de 0.05 m.
En las áreas con hierbas podemos encontrar:
•	Andropegón gracelis spreng. 
•	Andropegón glomeratus. 
•	Andropegón sacharoides. 
Con una altura media entre 0.5 y 1 metro.
En las zonas boscosas encontramos:
•	Pinus cubensis griseb. 
•	Cameraria sp. 
•	Casuarina sp 
Estas y otras especies existentes alcanzan alturas hasta de 10 metros.

## Relieve
Es mayormente montañoso dado que Moa se encuentra situada en medio del Sistema Montañoso Nipe-Sagua-Baracoa. Se destacan algunas alturas superiores a los 1000 metros,  la mayor de ellas es el pico El Toldo, en las cuchillas de Moa, con 1170 metros sobre el nivel del mar, espacio de interesantes variedades de helechos.
La franja costera tiene una profundidad de unos mil metros, llana y en ocasiones con ligeras alturas. Esa zona es seguida por un sistema premontañoso que se prolonga hasta unos seis a diez kilómetros al sur de la costa con alturas medias entre 200 y 500 metros. Sus principales elevaciones son el Cerro de Miraflores al oeste, las minas de la fábrica Pedro Sotto Alba y las alturas de Cayo Guan.
La guarnición montañosa de la localidad la conforman alturas entre 500 y 1000 metros, en las que se incluyen Las Cuchillas de Moa, Calentura, Farallones y las de Gran Tierra.
La zona montañosa del territorio alcanza 363 kilómetros cuadrados, el 50 por ciento del total, la que se halla dentro del Plan Turquino y una gran parte de ella se halla dentro del parque nacional Alejandro de Humboldt, Patrimonio de la Humanidad.

## Religión
A diferencia de la mayoría de los municipios del país con tradición católica o practicante de ritos afrocubanos, Moa se caracteriza por una fuerte presencia de iglesias de tradición evangélica, mayormente bautistas y pentecostales. Se estima que alrededor del 15 % de la población es cristiana evangélica practicante, esto lo convertiría en uno de los municipios más evangelizados de Cuba, donde la iglesia ha pasado a formar parte de la vida cultural del territorio.

## Cultura
Existen diversas instalaciones culturales y manifestaciones artísticas en el municipio: biblioteca, Museo, Casa de Cultura, Cine, Videoteca entre otros. El Trabajo poético y literario en general tiene un peculiar desarrollo llevado de la mano por los escritores moenses. En la plástica se destacan numerosos pintores moenses cuyas obras han pasado a ser orgullo de los vecinos. Las Comidas Típicas de los Barrios Costeros de Moa con arraigo desde la época precolombina enriquecen el panorama cultural.
La actividad de cultura muestra un desarrollo sostenible con una amplia programación que se extiende a todas las comunidades y zonas del municipio. Se realizan anualmente las tradicionales fiestas Populares. Esta creada una agrupación artística de niños al estilo la Colmenita que gana cada día en calidad artística y nivel de actuaciones dentro y fuera del municipio. La música cuenta con una orquesta profesional de música popular, así como varios grupos de aficionados. Se ha hecho tradición una nueva forma de esparcimiento cultural conocida como la Noche Moense que cada sábado se desarrolla con amplia participación popular. Existen muchas manifestaciones en la escultura, la literatura, entre otras. Muchas esculturas que hoy embellecen la ciudad han salido de las manos de artistas moenses.
El complejo ICRT ubicado en el reparto Caribe consta de 2 edificios donde radican La CMKV La Voz del Níquel que transmite en FM por la 92.7 y el Canal Comunitario MoaTV por VHF 59.0. Entre los espacios más agradecidos por el público se encuentra el popular "Proyecto 90" creado por Gilberto Garcia Acosta y conducido por Gladys Molina Barallobre y Alejandro Urgelles, "Calentando los Motores" por Liset Martínez y Erlin Sablon, y "Presencia" con Kenia Legra Rodríguez.
En la ciudad de Moa ha desarrollado parte de su vida literaria y científica el conocido profesor universitario y escritor cubano Victor Hugo Pérez Gallo. En su obra literaria se observa la vida cotidiana de la ciudad industrial, con rezagos de arquitectura soviética  y tradiciones. Su libro Las minas del olvido es una muestra fantástica de las diferentes tradiciones y costumbres de los mineros que viven en la ciudad de Moa y en la comunidad de Punta Gorda, al noroeste de la ciudad minero metalúrgica.

## Deportes
En el deporte la provincia dispone de 20 instalaciones, de las cuales 1 es piscina y 19 terrenos al aire libre. Existen en el municipio 3 atletas considerados glorias deportivas y figuras relevantes, que han participado en numerosos eventos internacionales. Cuenta entre sus hijos con destacadas figuras del deporte, principalmente las campeonas de judo Yurisleidy Lupetey y Yanelis Castillo.